# Oswald Neumeister
Oswald Neumeister (19. února 1830 Svitavy – 8. ledna 1908 Svitavy) byl rakouský právník a politik německé národnosti z Moravy, v 60. letech 19. století poslanec Říšské rady.

## Biografie
Profesí byl právníkem. Roku 1865 je uváděn jako advokát ve Vídni, od roku 1877 ve Svitavách. Dlouhodobě zasedal v obecním zastupitelstvu ve Svitavách. Byl kurátorem místního chudobince a sirotčince, od roku 1892 v kuratoriu Ottendorferovy knihovny. V době svého působení v parlamentu se uvádí jako kandidát advokacie ve Vídni Dr. Oswald Neumeister.
Počátkem 60. let se zapojil i do vysoké politiky. V zemských volbách v roce 1861 byl zvolen na Moravský zemský sněm za kurii městskou, obvod Moravská Třebová, Svitavy, Březová.
Působil také coby poslanec Říšské rady (celostátního parlamentu Rakouského císařství), kam ho delegoval Moravský zemský sněm roku 1861 (Říšská rada tehdy ještě byla volena nepřímo, coby sbor delegátů zemských sněmů). Byl tehdy uváděn jako advokátní koncipient, bytem Vídeň.
Zemřel v lednu 1908.